# Rut Lewit-Porat
Rut Lewit-Porat, Ruth Levit-Porat  – izraelska brydżystka, World International Master w kategorii Kobiet (WBF), European Master (EBL).

## Wyniki brydżowe

### Olimpiady
Na olimpiadach uzyskała następujące rezultaty:
| Olimpiady brydżowe. Zawody teamów | Olimpiady brydżowe. Zawody teamów | Olimpiady brydżowe. Zawody teamów | Olimpiady brydżowe. Zawody teamów | Olimpiady brydżowe. Zawody teamów | Olimpiady brydżowe. Zawody teamów |
| Rok                               | Miejsce                           | Zawody                            | Kategoria                         | Drużyna                           | Pozycja                           |
| --------------------------------- | --------------------------------- | --------------------------------- | --------------------------------- | --------------------------------- | --------------------------------- |
| 2004                              | Stambuł                           | 12. Olimpiada Teamów              | Kobiety                           | Israel                            | 17                                |
| 2000                              | Maastricht                        | 11. Olimpiada Brydżowa            | Kobiety                           | Israel                            | 9                                 |
| 1996                              | Rodos                             | 10. Olimpiada Teamów              | Kobiety                           | Israel                            | 5                                 |
| 1992                              | Salsomaggiore                     | 9. Olimpiada Teamów               | Kobiety                           | Israel                            | 15                                |
| 1988                              | Wenecja                           | 8. Olimpiada Teamów               | Kobiety                           | Israel                            | 16                                |
| 1984                              | Seattle                           | 7. Olimpiada Teamów               | Kobiety                           | Israel                            | 11                                |

### Zawody światowe
W światowych zawodach zdobyła następujące lokaty:
| Mistrzostwa Świata. Konkurencja teamów | Mistrzostwa Świata. Konkurencja teamów | Mistrzostwa Świata. Konkurencja teamów | Mistrzostwa Świata. Konkurencja teamów | Mistrzostwa Świata. Konkurencja teamów | Mistrzostwa Świata. Konkurencja teamów |
| Rok                                    | Miejsce                                | Zawody                                 | Kategoria                              | Drużyna                                | Pozycja                                |
| -------------------------------------- | -------------------------------------- | -------------------------------------- | -------------------------------------- | -------------------------------------- | -------------------------------------- |
| 2000                                   | Maastricht                             | 11. Olimpiada Brydżowa                 | Miksty                                 | Israel                                 | 30                                     |
| 1998                                   | Lille                                  | 10. Mistrzostwa Świata                 | Kobiety                                | Zur-Albu                               | 17                                     |
| 1995                                   | Pekin                                  | 32. Mistrzostwa Świata Teamów          | Kobiety                                | Israel                                 | 11                                     |
| 1994                                   | Albuquerque                            | 9. Mistrzostwa Świata                  | Kobiety                                | Albu-Zur                               | 5                                      |

| Mistrzostwa Świata. Konkurencja par | Mistrzostwa Świata. Konkurencja par | Mistrzostwa Świata. Konkurencja par | Mistrzostwa Świata. Konkurencja par | Mistrzostwa Świata. Konkurencja par | Mistrzostwa Świata. Konkurencja par |
| Rok                                 | Miejsce                             | Zawody                              | Kategoria                           | Partner                             | Pozycja                             |
| ----------------------------------- | ----------------------------------- | ----------------------------------- | ----------------------------------- | ----------------------------------- | ----------------------------------- |
| 1998                                | Lille                               | 10. Mistrzostwa Świata              | Miksty                              | Nikos Delimpaltadakis               | 96                                  |
| 1998                                | Lille                               | 10. Mistrzostwa Świata              | Kobiety                             | Migry Albu                          | 10                                  |
| 1994                                | Albuquerque                         | 9. Mistrzostwa Świata               | Kobiety                             | Migry Albu                          | 6                                   |

| Mistrzostwa Świata. Konkurencja indywidualna | Mistrzostwa Świata. Konkurencja indywidualna | Mistrzostwa Świata. Konkurencja indywidualna | Mistrzostwa Świata. Konkurencja indywidualna | Mistrzostwa Świata. Konkurencja indywidualna | Mistrzostwa Świata. Konkurencja indywidualna |
| Rok                                          | Miejsce                                      | Zawody                                       | Kategoria                                    | Pozycja                                      |                                              |
| -------------------------------------------- | -------------------------------------------- | -------------------------------------------- | -------------------------------------------- | -------------------------------------------- | -------------------------------------------- |
| 2000                                         | Ateny                                        | 5. Indywidualne Mistrzostwa Świata           | Kobiety                                      | 13                                           |                                              |
| 1998                                         | Ajaccio                                      | 4. Indywidualne Mistrzostwa Świata           | Kobiety                                      | 4                                            |                                              |

### Zawody europejskie
W europejskich zawodach zdobyła następujące lokaty:
| Zawody europejskie. Konkurencja teamów | Zawody europejskie. Konkurencja teamów | Zawody europejskie. Konkurencja teamów | Zawody europejskie. Konkurencja teamów | Zawody europejskie. Konkurencja teamów | Zawody europejskie. Konkurencja teamów |
| Rok                                    | Miejsce                                | Zawody                                 | Kategoria                              | Drużyna                                | Pozycja                                |
| -------------------------------------- | -------------------------------------- | -------------------------------------- | -------------------------------------- | -------------------------------------- | -------------------------------------- |
| 2014                                   | Abacja                                 | 52. Mistrzostwa Europy Teamów          | Kobiety                                | Israel                                 | 12                                     |
| 2012                                   | Dublin                                 | 51. Mistrzostwa Europy Teamów          | Kobiety                                | Israel                                 | 6                                      |
| 2010                                   | Ostenda                                | 50. Mistrzostwa Europy Teamów          | Kobiety                                | Israel                                 | 12                                     |
| 2008                                   | Pau                                    | 49. Mistrzostwa Europy Teamów          | Kobiety                                | Israel                                 | 17                                     |
| 2005                                   | Teneryfa                               | 2. Otwarte Mistrzostwa Europy          | Miksty                                 | Hetz                                   | 33                                     |
| 2004                                   | Malmö                                  | 47. Mistrzostwa Europy Teamów          | Kobiety                                | Israel                                 | 5                                      |
| 2003                                   | Mentona                                | 1. Otwarte Mistrzostwa Europy          | Miksty                                 | Hetz                                   | 63                                     |
| 2001                                   | Teneryfa                               | 45. Mistrzostwa Europy Teamów          | Kobiety                                | Israel                                 | 7                                      |
| 1999                                   | Malta                                  | 44. Mistrzostwa Europy Teamów          | Kobiety                                | Israel                                 | 10                                     |
| 1997                                   | Montecatini                            | 43. Mistrzostwa Europy Teamów          | Kobiety                                | Israel                                 | 3                                      |
| 1995                                   | Vilamoura                              | 42. Mistrzostwa Europy Teamów          | Kobiety                                | Israel                                 | 3                                      |
| 1993                                   | Mentona                                | 41. Mistrzostwa Europy Teamów          | Kobiety                                | Israel                                 | 8                                      |
| 1991                                   | Killarney                              | 40. Mistrzostwa Europy Teamów          | Kobiety                                | Israel                                 | 8                                      |
| 1985                                   | Salsomaggiore                          | 37. Mistrzostwa Europy Teamów          | Kobiety                                | Israel                                 | 8                                      |

| Zawody europejskie. Konkurencja par | Zawody europejskie. Konkurencja par | Zawody europejskie. Konkurencja par | Zawody europejskie. Konkurencja par | Zawody europejskie. Konkurencja par | Zawody europejskie. Konkurencja par |
| Rok                                 | Miejsce                             | Zawody                              | Kategoria                           | Partner                             | Pozycja                             |
| ----------------------------------- | ----------------------------------- | ----------------------------------- | ----------------------------------- | ----------------------------------- | ----------------------------------- |
| 2005                                | Teneryfa                            | 2. Otwarte Mistrzostwa Europy       | Mikst                               | Nathan Hetz                         | 101                                 |
| 2005                                | Teneryfa                            | 2. Otwarte Mistrzostwa Europy       | Kobiety                             | Danijela Birman                     | 16                                  |
| 2003                                | Mentona                             | 1. Otwarte Mistrzostwa Europy       | Kobiety                             | Ilana As                            | 41                                  |
| 2003                                | Mentona                             | 1. Otwarte Mistrzostwa Europy       | Mikst                               | Nathan Hetz                         | 130                                 |
| 2002                                | Ostenda                             | 7. Mistrzostwa Europy Mikstów       | Mikst                               | Nathan Hetz                         | 193                                 |
| 1997                                | Montecatini                         | 6. Mistrzostwa Europy Par Kobiet    | Kobiety                             | Migry Albu                          | 141                                 |
| 1995                                | Vilamoura                           | 42. Mistrzostwa Europy Teamów       | Kobiety                             | Migry Albu                          | 3                                   |
| 1995                                | Rzym                                | 8. Mistrzostwa Europy Par           | Open                                | Migry Albu                          | 76                                  |
| 1993                                | Mentona                             | 4. Mistrzostwa Europy Kobiet        | Kobiety                             | Migry Albu                          | 9                                   |
| 1991                                | Killarney                           | 1. Mistrzostwa Europy Mikstów       | Kobiety                             | Migry Albu                          | 26                                  |

## Klasyfikacja
- Ruth Levit-Porat – klasyfikacja WBF (ang.)
- Ruth Levit-Porat – klasyfikacja EBL (ang.)